# とろろ

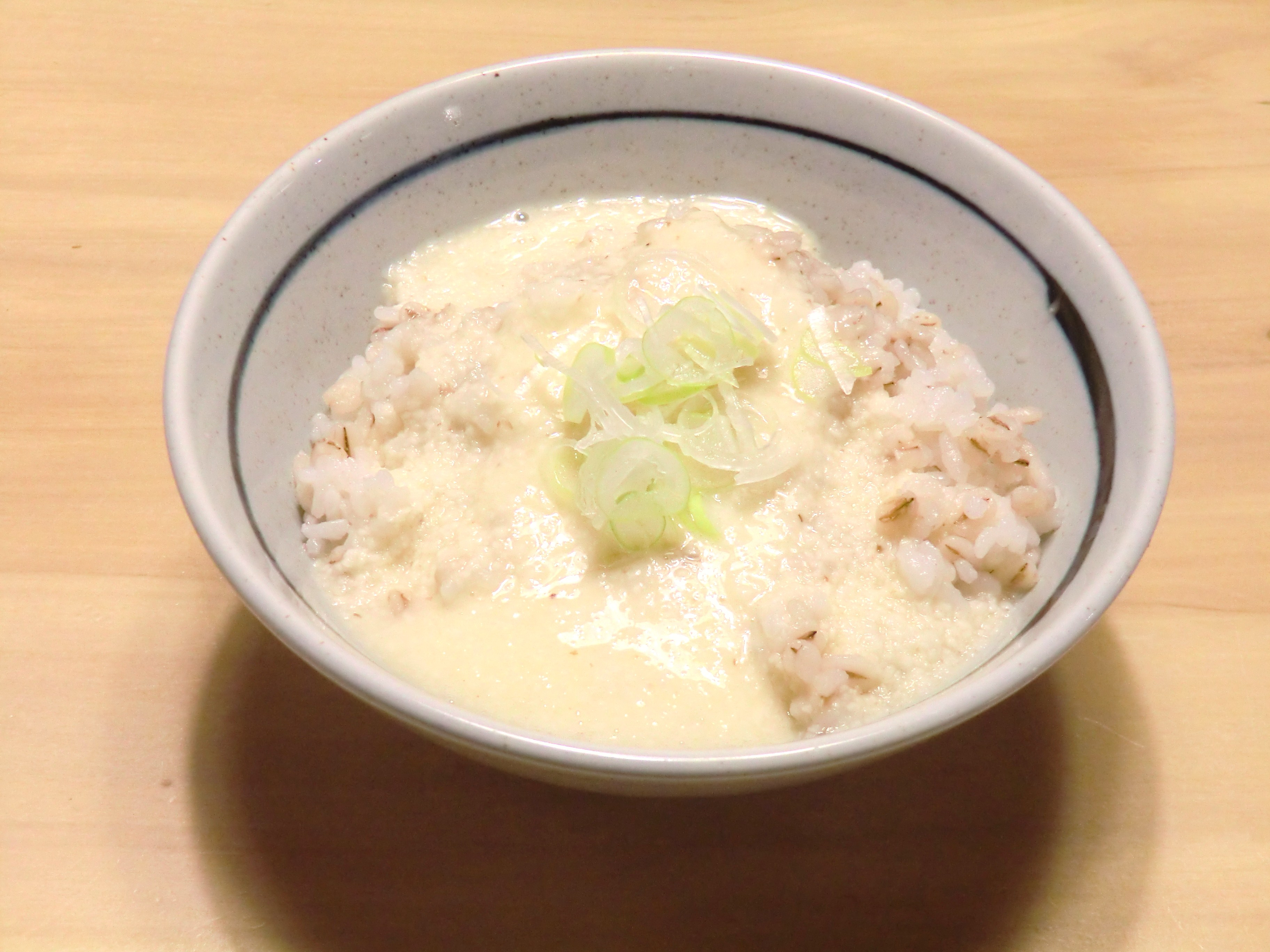
麦とろ

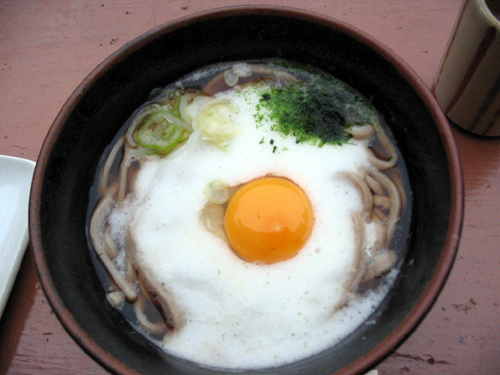
とろろ蕎麦

とろろとは、生の山芋または長芋をすり下ろしたもの。汁物にしてとろろ汁、吸物にして吸いとろ、麦飯にかけて麦とろ、などとして食べられる。とろろを鮪のぶつ切りにかけた料理を山かけといい、山かけ蕎麦や山かけうどんなど、とろろをかけることを山かけと呼ぶものもある。とろろにはビタミンB1、ビタミンC、カルシウム、カリウムなどのビタミンやミネラルが豊富に含まれる。
とろろにして食べる芋をとろろ芋（薯蕷藷、薯蕷芋）と呼ぶ。ヤマノイモとナガイモは全くの別種であるがともにヤマノイモ属であり、区別せず広義でヤマノイモ（山芋）と呼ぶこともある。

## 特性

### 粘り
とろろ芋はすり下ろすと特有の粘りを示すが、これはとろろ芋中の粘質物が磨砕によって細胞外へ溶出し、水和することによって発現すると言われる。とろろ芋の粘質物については、マンナンとタンパク質からなると提唱されているが、その粘質物の構造や性状は十分に解明されていない。

### 生食
生で食べられる芋（デンプン性食品）は多くないが、とろろ芋に含まれる消化酵素であるアミラーゼの作用でデンプンの一部が分解され、とろろは生で食べても胃にもたれないとされる。しかし、生食できる理由をデンプンの消化性に求めることは誤りだとする研究もある。
とろろを加熱調理すると、とろみのある食感がふわふわモチモチになり、風味が上がる。その柔らかな食感によりグラタンや落とし揚げ、また軽さが出るためお好み焼きのつなぎとしても用いられる。

### 痒み
とろろ芋に含まれるシュウ酸カルシウムは長さ 100 μm ほどの針状の結晶で、これが痒みを起こす原因になっている。

## とろろ汁

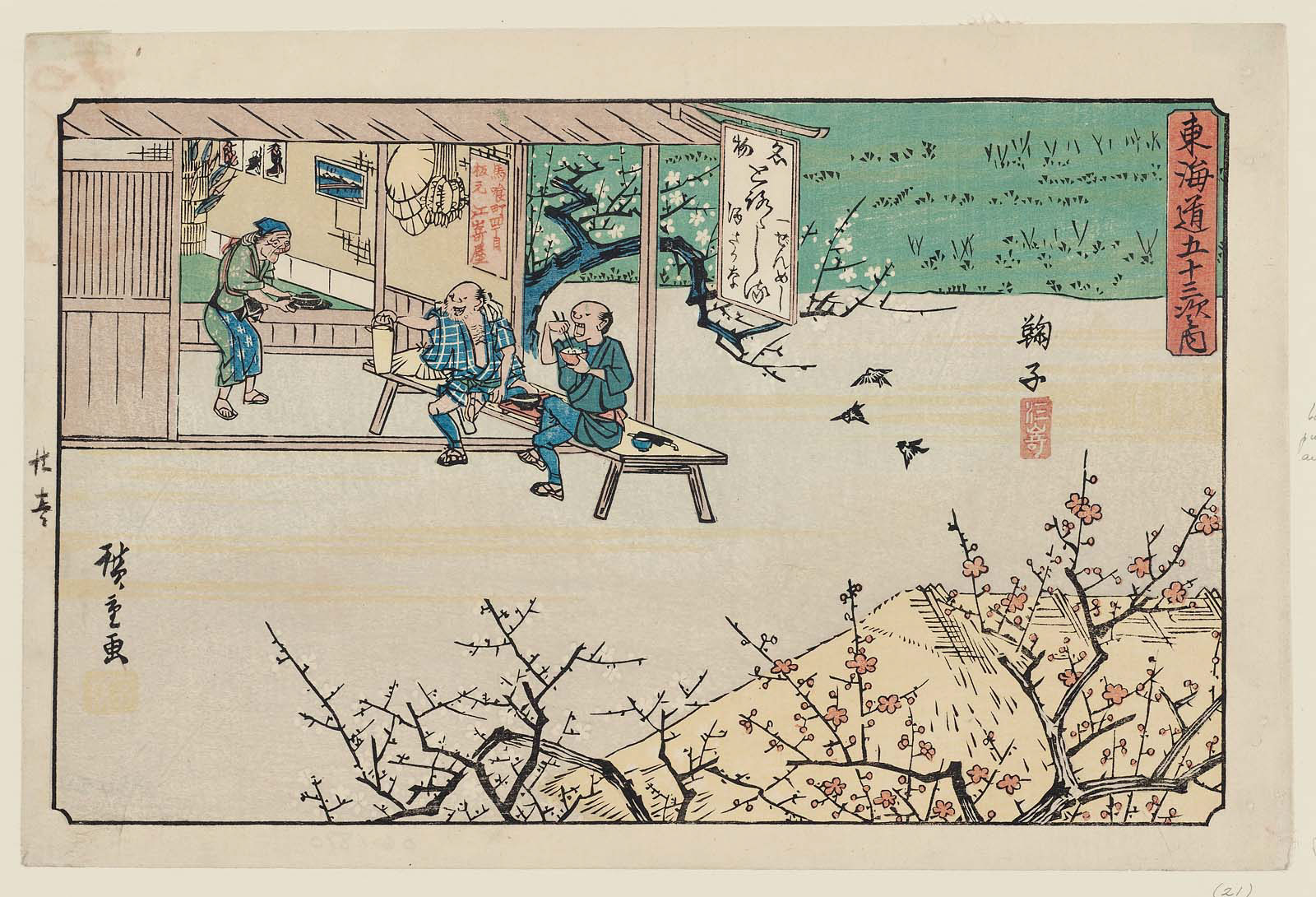
『東海道五十三次』に描かれた丸子のとろろ汁

とろろ汁は、すり下したとろろをすり鉢でさらにすり、醤油や出汁（だし）（または味噌とだし）などで伸ばしたもの。吸い物仕立てにしたものが吸いとろ、麦飯にかけたものが麦とろである。薬味には青のりが使われることが多い。とろろ汁は飯がよく進むことから、「飯（いい）やる」を「言いやる」に掛けて「言伝（ことづて）汁」という異称がある。
郷土料理としては江戸時代、東海道丸子宿のとろろ汁が有名であった。松尾芭蕉は「梅若菜丸子の宿のとろろ汁」と詠んでいる（「猿蓑」）。十返舎一九の『東海道中膝栗毛』に丸子の名物として書かれ、歌川広重の『東海道五十三次』では「名ぶつ とろろ汁」の看板を掲げた丸子の茶屋が描かれている。
その他日本各地で様々な伝統がある。長野県北信地方および北信地域では、節分にとろろ汁をご飯にかけて何杯も食べて一年を健康に過ごせるという習慣があり、現在でもヤマノイモに替わり入手しやすいナガイモがその時期によく売れている 。